# مونیکا سوچکو
مونیکا سوچکو (زاده ۲۴ مارس ۱۹۷۸ به نام بوبروفسکا) یک شطرنج‌باز لهستانی است که عنوان‌های فیده استادبزرگ شطرنج (GM) و استادبزرگ شطرنج زنان (WGM) را داراست. او هشت بار قهرمان شطرنج زنان لهستان شد (در سال‌های ۱۹۹۵، ۲۰۰۴، ۲۰۰۸، ۲۰۱۰، ۲۰۱۳، ۲۰۱۴، ۲۰۱۶، ۲۰۱۷).

## دوره حرفه‌ای
در سال ۲۰۰۷، سوچکو یک تورنمنت بین‌المللی زنان را در باکو، جمهوری آذربایجان به‌عنوان قهرمان برتر از قهرمان پیشین زنان جهان آنتوانتا استفانووا برد. در سال ۲۰۰۸، او عنوان استادبزرگ شطرنج (GM) را از فیده دریافت کرد و به اولین و تاکنون تنها شطرنج‌باز زن لهستانی تبدیل شد که این عنوان را کسب کرده است. در سال بعد، او برنده چالش شطرنج قطبی در ترومسو، نروژ شد، هرچند که در ابتدا در رده‌بندی تنها مقام شانزدهم را داشت، در حالی که همسرش بارتوش سوچکو، که در رده‌بندی بالاتری قرار داشت، در جایگاه سیزدهم قرار گرفت. در مارس ۲۰۱۰، او مدال برنز قهرمانی شطرنج فردی زنان اروپا را به دست آورد و از یلنا دمبو و ماری سباگ در تساوی‌شکنی پیشی گرفت.
در سال ۲۰۱۴، سوچکو برنده تورنمنت ارفورت شد. در سال ۲۰۱۷، او در شارجه، امارات متحده عربی به قهرمانی در مسابقات جام شارجه زنان رسید، پس از اینکه در تساوی‌شکنی با شطرنج‌باز اوکراینی سوتلانا موسکالاتس که هردو ۷٫۵ از ۹ امتیاز کسب کرده بودند، پیروز شد.
در اوت ۲۰۲۲ در پراگ، سوچکو مدال طلا را در قهرمانی شطرنج فردی زنان اروپا کسب کرد.
به‌عنوان عضوی از تیم ملی لهستان، او در سال ۲۰۰۵ مدال طلا در قهرمانی شطرنج تیمی زنان اروپا، در سال‌های ۲۰۰۷ و ۲۰۱۱ مدال نقره، و در سال‌های ۲۰۱۳ و المپیاد شطرنج زنان ۲۰۰۲ مدال برنز به‌دست‌آورد.
در مه ۲۰۲۴، در ژشوف، او مدال برنز را در قهرمانی شطرنج زنان لهستان کسب کرد.

### اعتراض به قوانین در سال ۲۰۰۸
در قهرمانی شطرنج زنان ۲۰۰۸، او در بازی‌ای شرکت کرد که منجر به اختلاف نظر در مورد تفسیر قوانین شطرنج فیده شد. در یک بازی شطرنج سرعتی، او برای پیشرفت به دور بعد نیاز به برد داشت. وضعیت بازی به جایی رسید که هر بازیکن تنها شاه (شطرنج) و اسب (شطرنج) داشتند، که در آن یک کیش‌مات ممکن است، اما نمی‌توان آن را اجبار کرد. حریف او، سابینا-فرانچسکا فویسور، زیر کنترل زمان وقت تمام کرد. از آنجا که با این مواد (شطرنج) کیش‌مات نمی‌تواند اجبار شود، داور (شطرنج) ابتدا اعلام کرد که بازی به تساوی (شطرنج) انجامیده است و به همین دلیل حریفش به دور بعدی رفت. سوچکو اعتراض کرد و اشاره کرد که طبق قوانین، مهم این است که آیا کیش‌مات ممکن است یا نه، نه اینکه آیا می‌توان آن را اجبار کرد (به قوانین شطرنج#زمان‌بندی مراجعه کنید). داور وضعیت کیش‌مات ممکن را با هلپ‌میت مقایسه کرد، جایی که دفاع‌کننده باید برای رسیدن به کیش‌مات همکاری کند. سوچکو به اعتراض خود پیروز شد و به دور بعدی راه یافت.

## شرکت در المپیادهای شطرنج
سوچکو در هفت المپیاد شطرنج شرکت کرده است. او ۷۸ بازی انجام داده است که در آن‌ها ۳۴ پیروزی، ۲۵ تساوی و ۱۹ شکست به‌دست آورده است. در سال ۲۰۰۲، او برنده مدال برنز تیمی و مدال طلا در تخته سوم شد.